# Bukit Subur (Sungai Bahar)
Bukit Subur is een bestuurslaag in het regentschap Muaro Jambi van de provincie Jambi, Indonesië. Bukit Subur telt 1912 inwoners (volkstelling 2010).